# 三氧化二磷
三氧化二磷（化学式：P4O6）是一种由氧和磷组成的化合物。它是一种白色蜡状有大蒜气味的极毒晶体，在室温下融化。虽然它的正确名称应该是六氧化四磷，但以前一直以为分子结构是P2O3，因此三氧化二磷的名称一直沿用至今。
三氧化二磷为Td结构，其结构与金刚烷类似，可以看做是金刚烷中的四个叔碳被磷原子替代，而六个仲碳被氧原子替代。

## 制备
三氧化二磷由白磷在有限的氧气中燃烧得到。该反应产率可达50%，产物中含少量白磷，可用汞弧灯照射将白磷转化为红磷，然后加热蒸出三氧化二磷而进行提纯。反应的副产物还有五氧化二磷和一氧化四磷。
{\displaystyle {\rm {P_{4}+3O_{2}\rightarrow P_{4}O_{6}\,}}}

## 化学性质
200-400°C时在密封管中减压加热三氧化二磷时，三氧化二磷分解为四氧化二磷和红磷：
{\displaystyle {\rm {2P_{4}O_{6}\rightarrow 3P_{2}O_{4}+2P\,}}}(红磷)
三氧化二磷与过量冷水混合振荡反应时生成亚磷酸：
{\displaystyle {\rm {P_{4}O_{6}+6H_{2}O\rightarrow 4H_{3}PO_{3}\,}}}
与热水的反应复杂且较为剧烈，生成红磷、磷化氢、亚磷酸和磷酸。
与氯、溴单质反应生成三氯氧磷和三溴氧磷。与碘反应很慢，生成红色的产物。加压条件下二者在四氯化碳中反应，析出橘红色的四碘化二磷：
{\displaystyle {\rm {5P_{4}O_{6}+8I_{2}\rightarrow 4P_{2}I_{4}+3P_{4}O_{10}\,}}}
三氧化二磷与氯化氢反应生成亚磷酸和三氯化磷：
{\displaystyle {\rm {P_{4}O_{6}+6HCl\rightarrow 2H_{3}PO_{3}+2PCl_{3}\,}}}
P4O6和臭氧在 195 K 下反应，形成不稳定的 P4O18。
P4O18在238 K以上的溶液中分解，释放O2气体。干燥的P4O18分解时会爆炸。
P4O6也可以作为配体（性质类似于亚磷酸酯），取代四羰基镍或五羰基铁中的羰基，形成一系列的配合物。以P4O6·Fe(CO)4为例，该配合物有如下图所示的结构，其中三氧化二磷是用一个磷原子与Fe配位（X射线单晶衍射数据）。